# 蔴園福興宮
24°13′18″N 120°34′10″E / 24.221758°N 120.569578°E
蔴園福興宮，是位於臺灣臺中市沙鹿區福興里的廟宇，主祀林爽文事件起事領袖之一王勳。

## 緣由
林爽文事件起事領袖之一王勳在牛罵頭（今清水區鰲峰山虎頭崎石埠）遭陳秀成所殺、埋首於鹿港後，民間將王勳奉為英烈，有「王勳大哥」、「王勳千歲」、「王府千歲」、「福興公」、「王芬公」等敬稱來秘祀。中臺灣有數座主祀王勳的廟宇，如故鄉有蔴園福興宮、埋首處有鹿港福靈宮、遇害與身埋處有清水永定宮，西屯林厝永興宮後方有祭祀的無名小廟。

## 沿革
其中故鄉沙鹿的蔴園福興宮，早先居民以「福興公」之名潛祀。咸豐五年（1855年），北勢庄民陳溪水發起重建。1966年重修。2008年，重建委員會重建新殿，同年4月奠基，於2011年12月正式落成。
今址在沙鹿區福興里。

## 祭祀

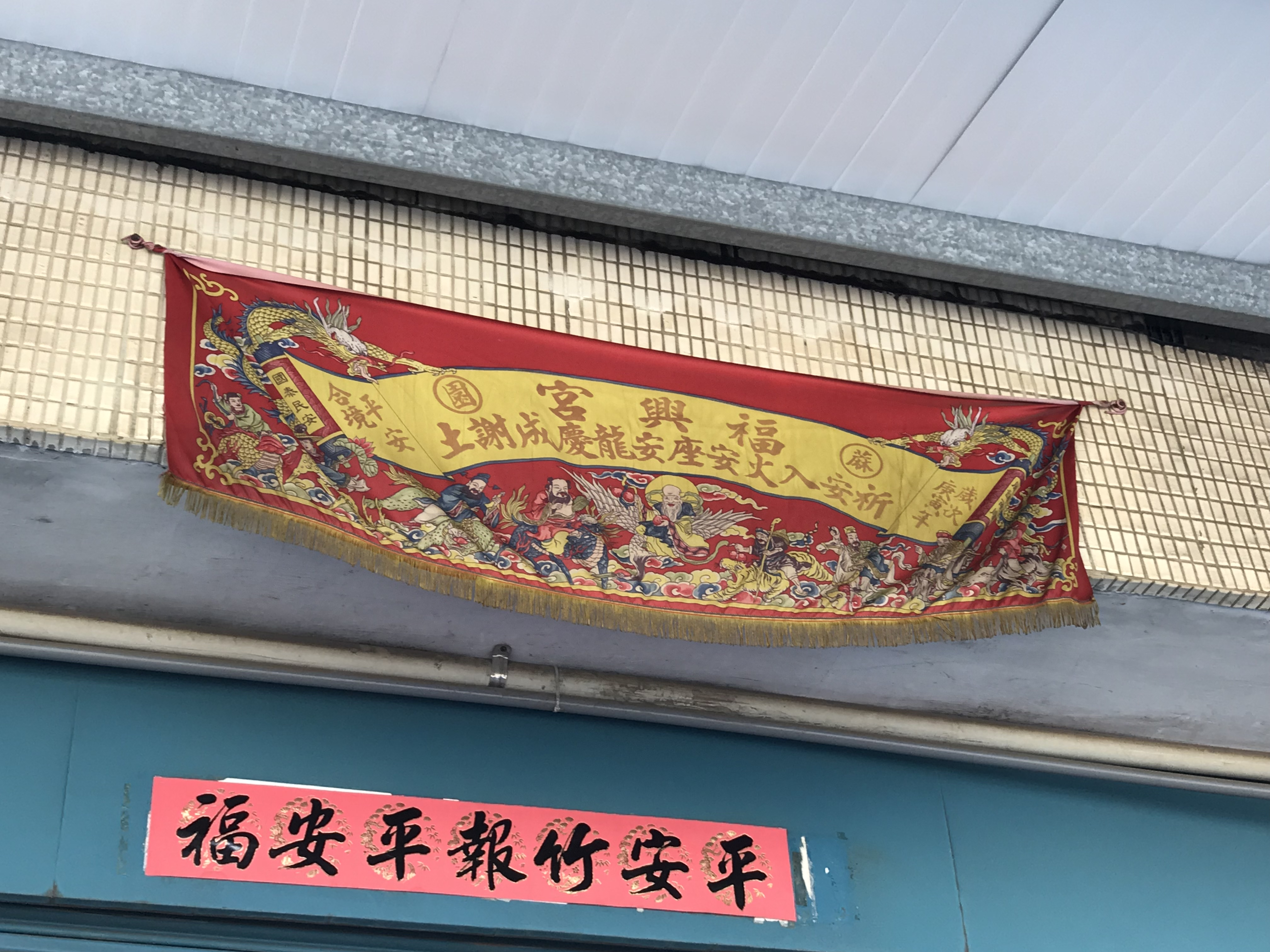
沙鹿民宅的蔴園福興宮八仙綵。

二十一世紀初新廟落成後，還增塑王勳千歲父親王丁尊王、王勳母娘（陳月雲）、王勳夫人等神像。在2016年發表的學術調查上，還配祀開臺聖王、天上聖母、文昌帝君、註生娘娘、神農大帝、財神等神祇。該廟也是大庄浩天宮大肚中堡五十三庄繞境的停駐廟宇之一。天上聖母有來自梧棲朝元宮的分靈。
1970年代臺灣賭風盛行時，一位從事土水行業的信徒感於此廟靈驗，特地分靈至今龍井區龍岡里竹師路二段62巷奉祀，原為土屋，1978年始建廟宇，稱為「龍井福興公廟」。2010年又重建。此外，鹿港福靈宮在福興工業區的寶成工業廠房也有分靈廟。
2014年發行《王勳千歲真經》，頌經團定期課誦。

### 歲時祭儀

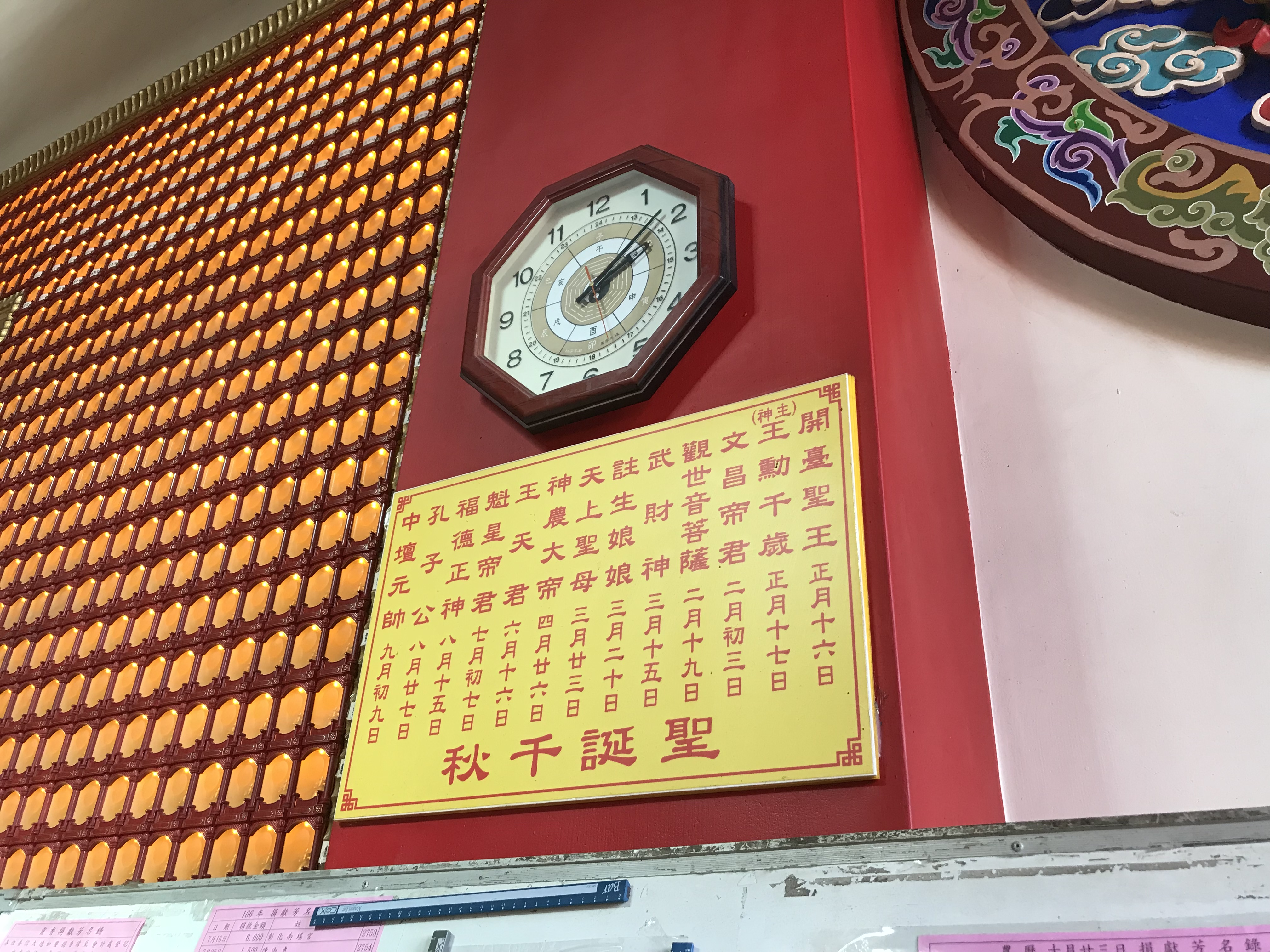
神明祭祀表

以農曆六月十四日誕辰，農曆正月十七日忌辰，蔴園十二庄信眾會舉行盛大祭典。
農曆正月十六日，福興宮值年爐主、頭家會將主神分靈請回宮內，十七日千歲舉行祈安法會。2010年新廟安座入火前，千歲例祭日皆是由北勢頭、車埔、晉江寮、六路厝、坑仔底、過洋巷、埔仔、三塊厝、鹿仔港寮、南勢坑、三角仔、堀墘等十二庄頭家負責丁口錢，但2011左右鹿仔港寮不再收取丁口錢，三塊厝也在2013年因頭家過世，無人願意擔任頭家爐主，此庄便不再撿丁錢。所以福興宮巡營的範圍便不經鹿仔港寮與三塊厝，南營的位置也從鹿仔港寮，改到埔仔。十八日，安爐，並由舊年爐主宴請新、舊任頭家吃過爐。早期爐主會迎請媽祖，至2012年才改請王勳。
農曆二月十五日，舉行巡境安營，該儀式創發於1960年代。過去為蔴園十二庄是配合過頭媽結合王勳安營巡境，現改為迎請王勳、武財神、中壇元帥進行。遶境隊伍到達庄頭廟及營頭時，會改以步行的方式拜廟與安營。廟方有一特殊名為「分東營」的營頭，相傳坪頂地區曾有一名身體不適的老婦人至此廟迎請湄洲媽祖至村內問事，並由大肚老三媽的乩身辦事，痊癒後，當地居民向請求在村內增設營頭。
靜宜大學還在2016年起與蔴園福興宮合作，舉辦名為「王勳文化祭」的活動，讓神轎昨進入校園遶境巡安。活動總召黃慶富表示，王勳是臺灣本土及沙鹿在地的神明，希望藉由活動連結社區與學校，使學生祈求平安。
農曆十月二十三，舉行車埔角謝平安。早期車埔角居民，會捐獻丁口前給沙鹿青山宮做為靈安尊王祝壽之用，而青山宮也會提撥一些經費在福興宮演戲，後因磨擦，車埔角居民便不再繳納丁口錢給青山宮，獨立在福興宮辦理謝平安。原先爐主在該日只負責謝平安活動，不會請神尊，後來才擲選王勳，2012年，統一正月十七於直選爐主，爐主奉請王勳千歲，副爐主迎請媽祖。
除夕前一天與清明節，過洋仔與車埔王姓後裔，會準備飯菜與湯品到王勳父親王丁的墓塚祭拜。

## 外部連結
- 蔴園福興宮的Facebook專頁